# Équipe du Suriname masculine de volley-ball
Cet article traite de l'équipe masculine. Pour l'équipe féminine, voir Équipe du Suriname féminine de volley-ball.
L'équipe du Suriname de volley-ball est composée des meilleurs joueurs surinamiens sélectionnés par la Fédération surinamienne de Volleyball. Elle n'est classée soixante-cinquième équipe mondiale en octobre 2015 par la FIVB.

## Sélection actuelle
Sélection pour les qualifications aux Championnats du monde 2010.

Entraîneur :  Slijngard Jerry Severinus ; entraîneur-adjoint : Ong A Kwie Micheal

## Palmarès et parcours

### Palmarès
Néant.

### Parcours

#### Championnat d'Amérique du Nord
- 2019 : huitième (forfait)[2]

#### Copa America
- Jamais qualifié

#### Coupe Pan-Américaines
- 2019 : douzième[3]

#### Coupe de la Caribbean Zonal Volleyball Association
- 2018 : Vainqueur[4]
- Trois fois deuxième[5]